# George L. Siscoe

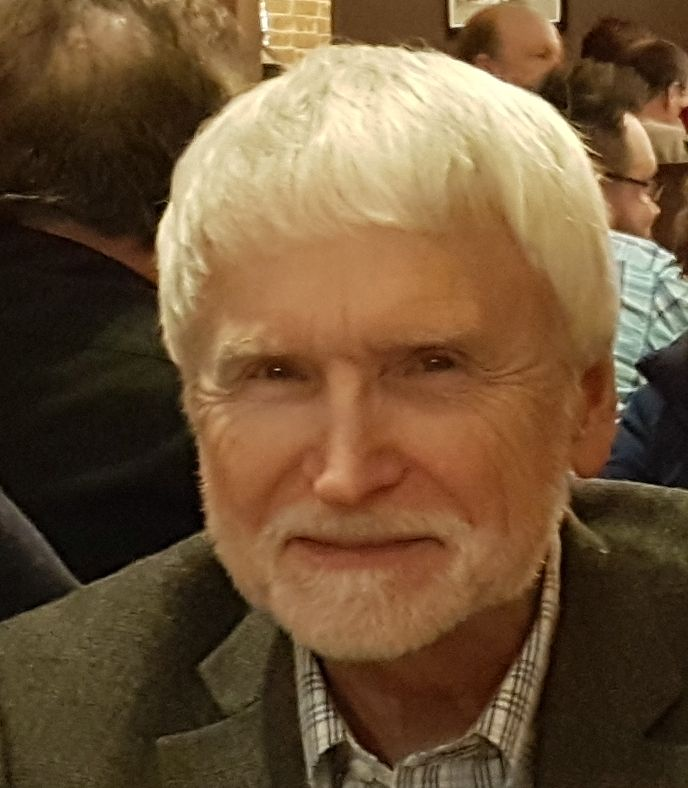
George L. Siscoe (2017)

George L. Siscoe (* 13. Juni 1937 in Lansing (Michigan); † 9. April 2022 in Belfast (Maine)) war ein US-amerikanischer Physiker und emeritierter Professor für Weltraumphysik an der Boston University. Er leistete wichtige Beiträge zum Verständnis der Erdmagnetosphäre und der Heliosphäre und trug insbesondere dazu bei, das Gebiet des Weltraumwetters und den Begriff Heliophysik zu etablieren.

## Herkunft, Jugend und Ausbildung
George Siscoe wurde 1937 in Lansing, Michigan, als Sohn der Eheleute Marguerite und Leonard Siscoe geboren. Er studierte am Massachusetts Institute of Technology (MIT), wo er 1960 seinen Bachelor-Abschluss und 1964 seinen Doktortitel in Physik erwarb.

## Karriere in der Forschung
Im Laufe seiner wissenschaftlichen Karriere hatte Siscoe weit über 300 von Experten (Peer Review) begutachtete Artikel zu einer Reihe von Themen der Weltraumphysik veröffentlicht. Zu Beginn seiner Laufbahn arbeitete er als Postdoktorand am California Institute of Technology (Caltech) und wurde 1966 Assistenzprofessor für Physik am Massachusetts Institute of Technology (MIT), bevor er als ordentlicher Professor an die University of California, Los Angeles (UCLA) wechselte. An der UCLA war er von 1983 bis 1988 und erneut von 1991 bis 1993 Vorsitzender des Fachbereichs für Atmosphärenwissenschaften.
Im Jahr 1993 wechselte Siscoe als Forschungsprofessor an die Boston University. Neben seinen akademischen Arbeiten war er Mitherausgeber einer Monographie über das Weltraumwetter und mehrerer Lehrbücher über Heliophysik.
Siscoe war Fellow der American Geophysical Union (AGU), wo das Fellowship-Programm AGU-Mitglieder auszeichnet, die durch einen Durchbruch, eine Entdeckung oder eine Innovation auf ihrem Gebiet außergewöhnliche Beiträge zur Erd- und Weltraumwissenschaft geleistet haben.

## Familie und Ruhestand
Im Ruhestand besaß und leitete er den Old Professor's Bookshop in Belfast (Maine).
George Leonard Siscoe starb am 9. April 2022 in Belfast, Maine, im Alter von 84 Jahren, nachdem er fast 13 Jahre lang mit einem Lymphom gelebt hatte. Er hinterließ seine Frau Nancy Crooker, seine Tochter Karen Siscoe, seine Stieftochter Melora Lynngood und seine Schwester Sandra McDole.

## Auszeichnungen, Ehrungen und wissenschaftliches Engagement
- Vorsitzender: Committee on Space and Solar Physics (CSSP), National Research Council (NRC), (1997–2000)[3][14]
- Vorsitzender: Geospace General Circulation Model (GGCM) Steering Committee, National Science Foundation/Geospace Environment Modeling (NSF/GEM), (1997–2000)[3][15]
- James-Van-Allen-Vorlesung, sie wird zweimal in drei Jahren von der American Geophysical Union an einen Weltraumwissenschaftler verliehen, der einen bedeutenden Beitrag zur Wissenschaft der Magnetosphäre geleistet hat. Siscoe erhielt diese Auszeichnung 1991, erst das zweite Mal, dass sie verliehen wurde.[3][16][17]
- Fellow der American Geophysical Union  (1987)[3][11]
- Vorsitzender des Gremiums für Long-Term Solar-Terrestrial Observations (NRC), (1985–1987)[3]
- Vorsitzender: Scientific Programs Evaluation Committee, National Center for Atmospheric Research (NCAR), (1986–1987)[3][18]
- Vorsitzender: NASA's Space Physics Advisory Committee (1985–1991)[5][19]
- Herausgeber der führenden Fachzeitschrift Journal of Geophysical Research (JGR), (1978–1981)[20] und Mitherausgeber von Reviews of Geophysics and Space Physics.[3]

## Publikationen (Auswahl)
- Mit Paul Song, Howard J. Singer: Space weather, 2001.[7] ISBN 978-0-87590-984-4
- Mit Carolus J. Schrijver: Heliophysics : plasma physics of the local cosmos, 2009.[10] ISBN 978-0-521-11061-7
- Mit Carolus J. Schrijver: Heliophysics: Evolving Solar Activity and the Climates of Space and Earth, 2010.[8] ISBN 978-0-521-11294-9
- Mit Carolus J. Schrijver: Heliophysics: Space Storms and Radiation: Causes and Effects, 2010.[9] ISBN 978-0-511-72949-2